# Samuel Chao Chung Ting
Samuel Chao Chung Ting (Ann Arbor, 27 de janeiro de 1936) é um físico estadunidense de ascendência chinesa.

## Biografia
Ting nasceu da primeira geração de pais imigrantes chineses, ambos oriundos do Condado de Ju, província de Shandong, em 27 de janeiro de 1936, em Ann Arbor, Michigan. Seus pais, Kuan-hai Ting e Tsun-ying Wong, conheceram e se casaram como estudantes de pós-graduação na Universidade de Michigan.
Os pais de Ting retornaram à China dois meses após seu nascimento onde Ting foi educado em casa por seus pais durante a Segunda Guerra Mundial.  Após a tomada comunista do continente que forçou o governo nacionalista a fugir para Taiwan, Ting mudou-se para a ilha em 1949. Ele viveria em Taiwan de 1949 a 1956 e conduziu a maior parte de sua educação formal lá. Seu pai começou a ensinar engenharia e sua mãe lecionava psicologia na Universidade Nacional de Taiwan (UNT). Ting frequentou e terminou o Ensino Médio em Taiwan.
Em 1956, Ting, que mal falava inglês, retornou aos Estados Unidos aos 20 anos e frequentou a Universidade de Michigan. Lá, estudou engenharia, matemática e física. Graduou-se em Engenharia em Matemática e em Física em 1959 e Doutorou-se em Física em 1962.
Em 1963, Ting trabalhou na Organização Europeia para a Pesquisa Nuclear (CERN). A partir de 1965, lecionou na Universidade de Columbia, na cidade de Nova York, e trabalhou no Deutsches Elektronen-Synchrotron (DESY), na Alemanha. Desde 1969, Ting é professor do Instituto de Tecnologia de Massachusetts (MIT).
Ting recebeu o Prêmio Ernest Orlando Lawrence em 1976, Prêmio Nobel de Física em 1976, Medalha Eringen em 1977, Prêmio DeGaspari em Ciência do Governo da Itália em 1988, Medalha de Ouro para a Ciência de Brescia, Itália em 1988, e a Medalha de Serviço Público da NASA em 2001.

## Pesquisa
- Descoberta da antimatéria nuclear (o antideuteron).[8]
- Medindo o tamanho da família de elétrons (o elétron, o múon e o tau) mostrando que a família de elétrons tem tamanho zero (com um raio menor que 10−17 cm).[9]
- Estudo de precisão de raios de luz e raios de luz massivos mostrando que raios de luz e raios de luz massivos (mésons vetoriais) podem se transformar entre si em altas energias e fornecendo uma verificação crítica do modelo de quarks.[10][11]
- Medição de precisão do raio dos núcleos atômicos.[12]
- Descoberta de um novo tipo de matéria (a partícula J)[13] no Brookhaven National Laboratory. O Prêmio Nobel foi concedido a Ting por esta descoberta.
- Descoberta do glúon (a partícula responsável pela transmissão da força nuclear).[14]
- Um estudo sistemático das propriedades dos glúons.[15]
- Uma medição precisa da assimetria de carga do múon, demonstrando pela primeira vez a validade do Modelo Eletrofraco Padrão (Steven Weinberg, Sheldon Glashow e Abdus Salam).[16]
- Determinação do número de famílias de elétrons e espécies de neutrinos no Universo e verificação da precisão da Teoria da Unificação Eletrofraca.[17]
- Propôs, construiu e lidera o experimento Alpha Magnetic Spectrometer (AMS) na Estação Espacial Internacional envolvendo a participação de uma colaboração de 16 nações em busca da existência de antimatéria, a origem da matéria escura e as propriedades dos raios cósmicos.
- Desenvolvimento do primeiro grande ímã supercondutor para aplicação espacial.[18][19]
- Os resultados do AMS, baseados em nove anos no espaço e mais de 160 bilhões de raios cósmicos, mudaram nossa compreensão do cosmos.[20][21][22][23][24][25][26][27][28][29][30][31][32][33][34][35][36]

## Publicações selecionadas
- Aguilar, M.;  et al. (AMS Collaboration) (2019). «Towards Understanding the Origin of Cosmic-Ray Positrons». Phys. Rev. Lett. 122 (4). 041102 páginas. Bibcode:2019PhRvL.122d1102A. PMID 30768313. doi:10.1103/PhysRevLett.122.041102
- Aguilar, M.;  et al. (AMS Collaboration) (2013). «First Result from the AMS on the International Space Station: Precision Measurement of the Positron Fraction in Primary Cosmic Rays of 0.5-350 GeV». Phys. Rev. Lett. 110 (14). 141102 páginas. Bibcode:2013PhRvL.110n1102A. PMID 25166975. doi:10.1103/PhysRevLett.110.141102
- Adriani, O.;  et al. (L3 Collaboration) (1992). «Determination of the number of light neutrino species». Phys. Lett. B. 292 (3–4): 463–471. Bibcode:1992PhLB..292..463A. doi:10.1016/0370-2693(92)91204-M. hdl:2066/26827
- Adeva, B.;  et al. (1982). «Measurement of Charge Asymmetry in e+ e−→μ++μ−». Phys. Rev. Lett. 48 (25): 1701–1704. doi:10.1103/PhysRevLett.48.1701
- Barber, D.P.;  et al. (1979). «Tests of quantum chromodynamics and a direct measurement of the strong coupling constant αs at √s=30 GeV». Phys. Lett. B. 89 (1): 139–144. Bibcode:1979PhLB...89..139B. doi:10.1016/0370-2693(79)90092-3
- Barber, D. P.;  et al. (1979). «Discovery of Three-Jet Events and a Test of Quantum Chromodynamics at PETRA». Phys. Rev. Lett. 43 (12): 830–833. Bibcode:1979PhRvL..43..830B. doi:10.1103/PhysRevLett.43.830
- Aubert, J. J.;  et al. (1974). «Experimental Observation of a Heavy Particle J». Phys. Rev. Lett. 33 (23): 1404–1406. Bibcode:1974PhRvL..33.1404A. doi:10.1103/PhysRevLett.33.1404
- Asbury, J. G.; Becker, U.; Bertram, William K.; Joos, P.; Rohde, M.; Smith, A. J. S.; Jordan, C. L.; Ting, Samuel C. C. (1967). «Leptonic Decays of Vector Mesons: The Branching Ratio of the Electron-Positron Decay Mode of the Rho Meson» (PDF). Phys. Rev. Lett. 19 (15): 869–872. Bibcode:1967PhRvL..19..869A. doi:10.1103/PhysRevLett.19.869
- Dorfan, D. E.; Eades, J.; Lederman, L. M.; Lee, W.; Ting, C. C. (1965). «Observation of Antideuterons». Phys. Rev. Lett. 14 (24): 1003–1006. Bibcode:1965PhRvL..14.1003D. doi:10.1103/PhysRevLett.14.1003
- Asbury, J. G.; Becker, U.; Bertram, W. K.; Joos, P.; Rohde, M.; Smith, A. J. S.; Friedlander, S.; Jordan, C.; Ting, C. C. (1967). «Validity of Quantum Electrodynamics at Small Distances». Phys. Rev. Lett. 18 (2): 65–70. Bibcode:1967PhRvL..18...65A. doi:10.1103/PhysRevLett.18.65